# 472 (tal)
472 är det naturliga talet som följer 471 och som följs av 473.

## Inom vetenskapen
- 472 Roma, en asteroid.

## Inom matematiken
- 472 är ett jämnt tal.
- 472 är ett sammansatt tal.